# Polinyà de Xúquer
Polinyà de Xúquer (em valenciano e oficialmente) ou Poliñá de Júcar (em castelhano) é um município da Espanha, na província de Valência, Comunidade Valenciana. Tem 9,2 km² de área e em 2021 tinha 2 495 habitantes (densidade: 271,2 hab./km²). Pertence à comarca de Ribera Baixa, e limita com os municípios de Albalat de la Ribera, Benicull de Xúquer, Alzira, Algemesí, Corbera, Cullera, Riola e Sueca.